# Kilmarnock

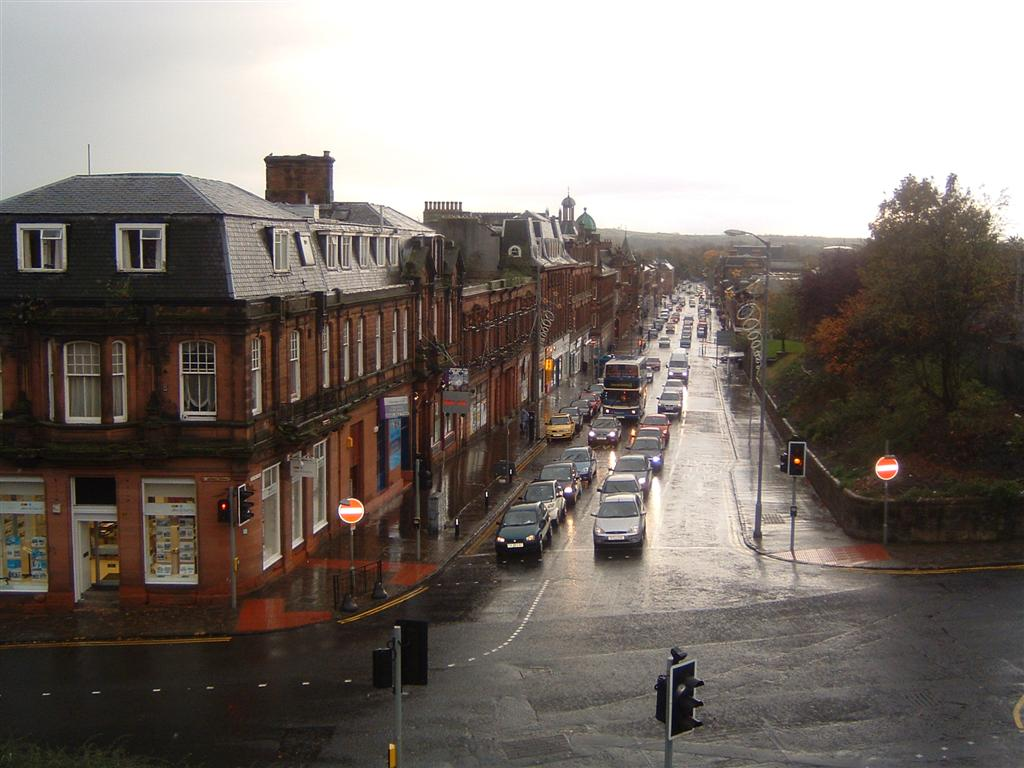
Widok na miasto z dworca kolejowego w Kilmarnock

Kilmarnock (gael. Cill Mheàrnaig, scots Killie) − miasto w Szkocji, ośrodek administracyjny hrabstwa East Ayrshire. Ok. 43,5 tysiąca mieszkańców. Siedziba pierwszoligowego klubu piłkarskiego Kilmarnock F.C. Z Kilmarnock pochodzi whisky Johnnie Walker.

## Współpraca
Miejscowość partnerska:
- Herstal, Belgia